# Dallol
Dallol je vulkanski krater, a neki ga čak svrstavaju i u maar, smješten u depresiji Danakila sjeveroistočno od područja Erta Alea u Etiopiji. Ovaj krater je nastao u miocenu, a dovršen je freatskom erupcijom 1926. Ovo je najniži aktivni vulkan na svijetu koji je smješten 82 metara ispod razine mora.
Dallol ime nebrojene vruće izvore i nekoliko gejzira. Ime ovom mjestu dali su Afari, lokalni stanovnici, a ono na njihovom eziku znači kiseli zeleni ribnjaci. Zemljište ima vrlo nizak pH 1, zahvaljujući željeznim i sumpornim oksidima. Mjesto umnogome nalikuje Yellowstoneu. Na dnu kratera smješteno je i malo kratersko jezero.